# 布雷克·羅斯
布雷克·羅斯（英語：Blake Ross，1985年6月12日—），Mozilla Firefox的最初開發者之一。美國媒體給予他「天才少年」的稱號，他十歲起就自行架設了網站、並設計自己所需的應用程式與網路遊戲。羅斯十四歲獲得在矽谷Netscape公司實習的機會，他就在家擔任Netscape公司的瀏覽器軟體的測試員，並能為瀏覽器進行除錯，期間認識鼓吹網路創新與多元選擇的非營利組織Mozilla基金會。年僅十七歲時，羅斯與另一位軟體工程師戴夫·海厄特開始撰寫一種新的瀏覽器，即Firefox的原型。
他們將Mozilla Suite軟體去蕪存菁，只留最精華的部份。以期讓瀏覽器運行更有效率。而且由於軟體是開放原始碼授權的，只要是有興趣加入開發的志願者都能一起加入開發的行列。羅斯說：「我有一些很不錯的回憶，就是整晚呆在Netscape查看人們對我們軟體意見反應。」
知名科技雜誌《Business2.0》稱這個新程式是「微軟最大的夢魘」，並盛讚羅斯是軟體奇才。羅斯的母親透露，羅斯不僅是電腦高手，也彈得一手好鋼琴，更是「令人歎為觀止的寫作奇才」。羅斯七歲迷上電玩模擬城市，在電玩世界裡，建造自己理想的烏托邦。羅斯強調，他只是Firefox的催生者之一，投入Mozilla行列的龐大義工才是真正的幕後功臣，2003年，羅斯在主修，同時也是Mozilla的義工之一，致力於開發開放原始碼程式。

## 外部連結
- 维基语录上有关Blake Ross的语录
- Blake Ross的Facebook專頁
- Blake Ross的X（前Twitter）